# 库米什镇
库米什镇，是中华人民共和国新疆维吾尔自治区吐鲁番市托克逊县下辖的一个乡镇级行政单位。

## 行政区划
库米什镇下辖以下地区：
库米什社区、柯尔克孜铁米村和英博斯坦村。